# ابیکورت، اواز
ابیکورت، اواز (به فرانسوی: Abbecourt, Oise) یک کامین در فرانسه با جمعیت ۷۶۷ نفر است که در Canton of Noailles واقع شده‌است.